# KTGO
Koordinaten: 48° 23′ 30″ N, 102° 56′ 12″ W
KTGO oder KTGO-AM (Branding: „Bakken Beacon“) ist ein US-amerikanischer Countrymusik-Hörfunksender aus Tioga im US-Bundesstaat North Dakota. KTGO sendet auf der Mittelwellen-Frequenz 1090 kHz. Eigentümer und Betreiber ist die Gunn Enterprises Inc.